# Pfarrkirche Pillichsdorf

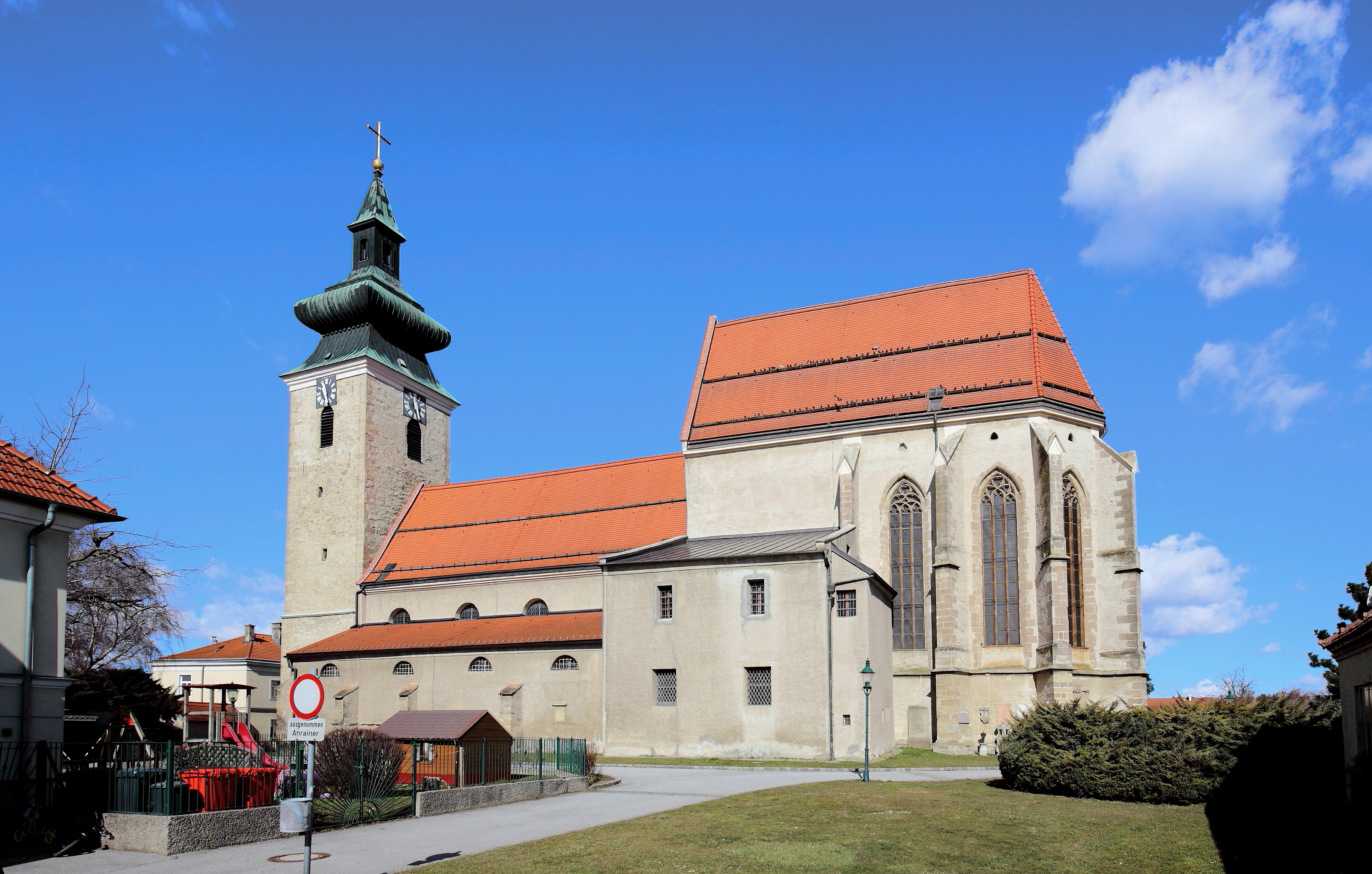
Katholische Pfarrkirche hl. Martin in Pillichsdorf

Die römisch-katholische Pfarrkirche Pillichsdorf steht in der Gemeinde Pillichsdorf im Bezirk Mistelbach in Niederösterreich. Die dem Patrozinium des Heiligen Martin von Tours unterstellte Pfarrkirche gehört zum Dekanat Wolkersdorf im Vikariat Unter dem Manhartsberg der Erzdiözese Wien. Die Kirche steht unter Denkmalschutz (Listeneintrag).

## Lagebeschreibung
Die Kirche steht frei am Südrand der Gemeinde Pillichsdorf und war früher von einem Friedhof umgeben.

## Geschichte
Die Gründung der Pfarre Pillichsdorf wird mangels genauer Quellen um das Jahr 1050 angenommen und dürfte später in den Besitz des Bistums Passau gelangt sein. Seit dem Mittelalter (gesichert seit 1205) war Pillichsdorf Sitz eines weitläufigen Dekanats des Bistums Passau. Vom Mittelalter (mindestens seit 1330) bis zum Jahr 1724 existierte das Doppeldekanat Pillichsdorf-Ulrichskirchen, um dem Dechant ein größeres Einkommen zu sichern. Darüber hinaus gehörten einige Orte der Umgebung zur Pfarre Pillichsdorf, so z. B. vermutlich ursprünglich wohl auch Ulrichskirchen, dann Wolkersdorf (bis ca. 1350), Großengersdorf (bis 1784), Eibesbrunn (bis 1784), Seyring (bis 1755), Obersdorf (bis 1913), Raggendorf (bis 1715), Hautzendorf (Heiliger Berg)/Traunfeld (bis 1885) sowie der Helmahof und der Reuhof und wurden von hier aus betreut, was immer wieder zu Spannungen zwischen dem Dechant in Pillichsdorf und den genannten Gemeinden führte. Im Mittelalter waren mehrmals Professoren der Wiener Universität Dechante von Pillichsdorf. Später, in der Barockzeit wurde die finanziell gut ausgestattete Pfarre häufig an Beamte der Passauer Offizialates in Wien vergeben. Dekanatssitz blieb Pillichsdorf (seit 1785 zur Erzdiözese Wien gehörend) bis 1995. Seit damals ist das benachbarte Wolkersdorf Sitz des Dechants.
Die Pfarrkirche ist eine der ältesten und größten Kirchen der Region. Teile des Langhauses stammen aus romanischer Zeit (erste Hälfte des 13. Jahrhunderts), der hohe Chor wurde in der Zeit ersten Hälfte des 15. Jahrhunderts im Stil der Gotik erbaut, der 45 Meter hohe Turm wurde im 16. Jahrhundert errichtet. Nach Bränden erhielt das Langhaus Ende des 16. Jahrhunderts ein neues Gewölbe. Im 18. Jahrhundert wurde das Gebäude erweitert und teilweise barockisiert. Die Innenausstattung stammt überwiegend aus der Epoche des Barock (18. Jahrhundert) sowie aus dem 19. Jahrhundert.

## Architektur
Kirchenäußeres
Die Kirche hat ein basilikales, im Kern romanisches Langhaus. An der Südseite ist die Fassade durch abgetreppte gotische Strebepfeiler und Lünettenfenster gegliedert. Das westlichste davon ist ein rechteckiges romanisches Fenster.
Das Langhaus wird hoch vom gotischen Chor vom Anfang des 15. Jahrhunderts überragt. Der Langchor endet in einem 5/8-Schluss und weist eine umlaufende Sockelzone auf. Am Polygon sind zweifach abgetreppte Strebepfeiler mit Giebelbekrönung. Über einem hohen Kordongesims sind Spitzbogenfenster mit gekehlten Gewänden sowie dreibahnigem Maßwerk in reichen Dreipass- und Fischblasenformen. Das östlichste Fenster ist vermauert.
Der freistehende, mächtige, 45 Meter hohe Kirchturm stammt aus der Zeit der auslaufenden Spätgotik. Durch zwei Strebepfeiler und Abmauerungen ist er mit dem Langhaus verbunden. Das unterste Geschoß datiert aus dem Jahr 1508, das erste Obergeschoß wurde 1511 errichtet, das zweite und dritte Obergeschoß in den beiden Folgejahren. Die Turmfassade ist durch Ortsteinquaderung und tiefe Spitzbogenluken schlicht gegliedert. Der Turm verfügt über drei spätgotische Portale im Turmerdgeschoß, deren Gewände gekehlt sind. Das nördliche weist verstäbte Profile auf diamantierten Sockeln auf. An der Nordostseite ist ein hexagonales Treppentürmchen von 1509 angebaut. Der Turmhelm in barocken Formen wurde erstmals 1725 errichtet und in den Jahren 1803, 1880 und 1971 erneuert. Das Erdgeschoß des Turmes ist kreuzgratgewölbt.
Im nördlichen Choreck ist die Sakristei, die ehemalige Margarethenkapelle, angebaut. Sie wurde ursprünglich Ende des 14. Jahrhunderts errichtet und Mitte des 1762 nach Osten hin erweitert. Der Anbau ist ein niedriger Anbau mit Ortsteinquaderung und Pultdach sowie an der Westseite einem Strebepfeiler. Südlich des Chores wurde 1699, anstelle der alten Sakristei eine neue Kapelle errichtet. 1744 wurde sie zur schlichten Johannes-Nepomuk-Kapelle mit Oratorium umgebaut. An der Nordseite des Chores ist ein, von einem Kaffgesims umgebenes, spätgotisches Relief aus der Zeit um 1420. Dieses zeigt „Christus am Ölberg“ mit den Wappen der Familien Schärffenberg und Dachsberg. An der südöstlichen Polygonwand ist eine romanische Reliefplatte aus dem ersten Viertel des 13. Jahrhunderts angebracht. Dabei handelt es sich vermutlich um den Rest des Tympanons der ehemaligen romanischen Basilika. Auf ihm ist „Christus in der Mandorla“ dargestellt. Zu seinen Füßen liegen ein Löwe und ein Greif. An der Außenwand sind mehrere barocke Grabsteine aus den Jahren 1733, 1778 und 1798 sowie ein verwitterter Inschriftengrabstein von 1569.
Kircheninneres

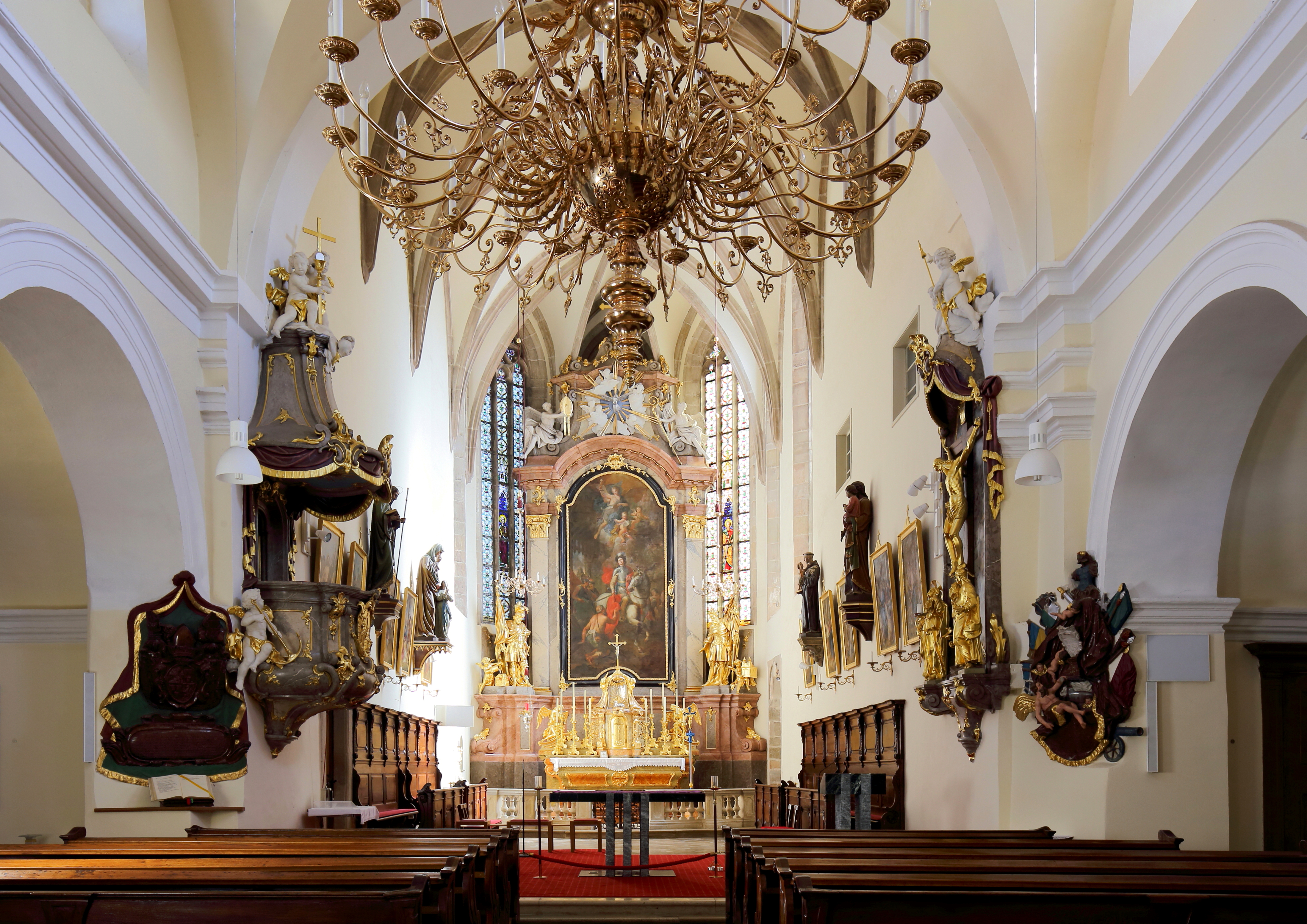
Innenansicht Richtung Hochaltar

Das dreischiffige Langhaus ist vierjochig. Das ehemals romanische Langhaus wurde Ende des 17. Jahrhunderts barockisiert. Im Mittelschiff ist Stichkappengewölbe mit Putzdekor, in Form von Ringen in der Jochmitte. Dieses ruht auf Pilastern mit umlaufendem Gebälk, das den massiven romanischen Pfeilern vorgelegt ist. An der Westseite ist eine einjochige Orgelempore, die platzlunterwölbt ist. Die Brüstung der Orgelempore aus dem 18. Jahrhundert ist vorschwingend. Die beiden niedrigeren Seitenschiffe sind längstonnengewölbt. Die Seitenschiffe sind in Rundbögen zum Hauptschiff hin geöffnet. Die Seitenschiffe sind kapellenartig unterteilt und durch Korbbögen miteinander verbunden. Im ersten südlichen Joch ist Kreuzrippengewölbe vom Anfang des 14. Jahrhunderts mit reliefiertem Schlussstein in Form eines Sternes.  Im zweiten südlichen Joch sind Reste eines gotischen Fenstergewändes  aus dem 14. Jahrhundert und ein kleines Feld mit gotischem Mauerwerk freigelegt. Der gotische Triumphbogen ist spitzbogig. Der stark überhöhte Langchor stammt aus der Zeit um 1420 und schließt im 5/8-Schluss. Der Chor ist kreuzrippengewölbt und hat einen Rosettenschlussstein. In der südlichen Polygonwand ist eine Nische mit einem fragmentierten Blendbogen.  Darin ist eine spätgotische, stark verwitterte Wandmalerei. Dieses Werk stellt die „Kreuzigung Christi mit Maria und Johannes“ dar. Das Kunstwerk stammt wahrscheinlich aus dem Jahr 1486. Die Nische wurde bei Restaurierungsarbeiten 1968 entdeckt und freigelegt.
Im nördlichen Choreck befindet sich die Sakristei, die ehemalige Margarethenkapelle von 1390. 1762 wurde sie nach Osten hin erweitert. Die Sakristei ist kreuzrippengewölbt, die beiden westlichen Joche sind gotisch. Das Gewölbe ruht auf abgerundeten Anläufen und hat reliefierte Schlusssteine. Das westliche Joch ist etwas eingezogen und hat profilierte Spitzbogengewände, die vom heute vermauerten Zugang zum nördlichen Seitenschiff stammen. An der Nordwand sind Fragmente von Rötelzeichnungen zu erkennen. Sie waren eventuell Vorzeichnungen zu spätgotischen Wandmalereien und stellen einen Krieger mit Schwert, die Geißelung Jesu und einen Gnadenstuhl dar.
Südlich schließt die Johannes Nepomuk-Kapelle an den Chor an. Hierbei handelt es sich um einen zweijochigen barocken Anbau mit korbbogigem Kreuzgratgewölbe auf Pilastergliederung. In der segmentbogigen Nische ist eine szenisch angeordnete Szenengruppe die den „Brückensturz des heiligen Johannes Nepomuk“ darstellt. Die Figurengruppe entstand 1744. Ein kleiner volutengestützter Tabernakel entstand um die Mitte des 18. Jahrhunderts.  In der Kapelle ist außerdem ein barocker Grabstein für Petrus Franc Karl de Priesen, Dechant von Pillichsdorf. Die marmorne Inschriftkartusche mit reliefierten Puttenköpfen stammt aus dem Jahr 1758.

## Ausstattung

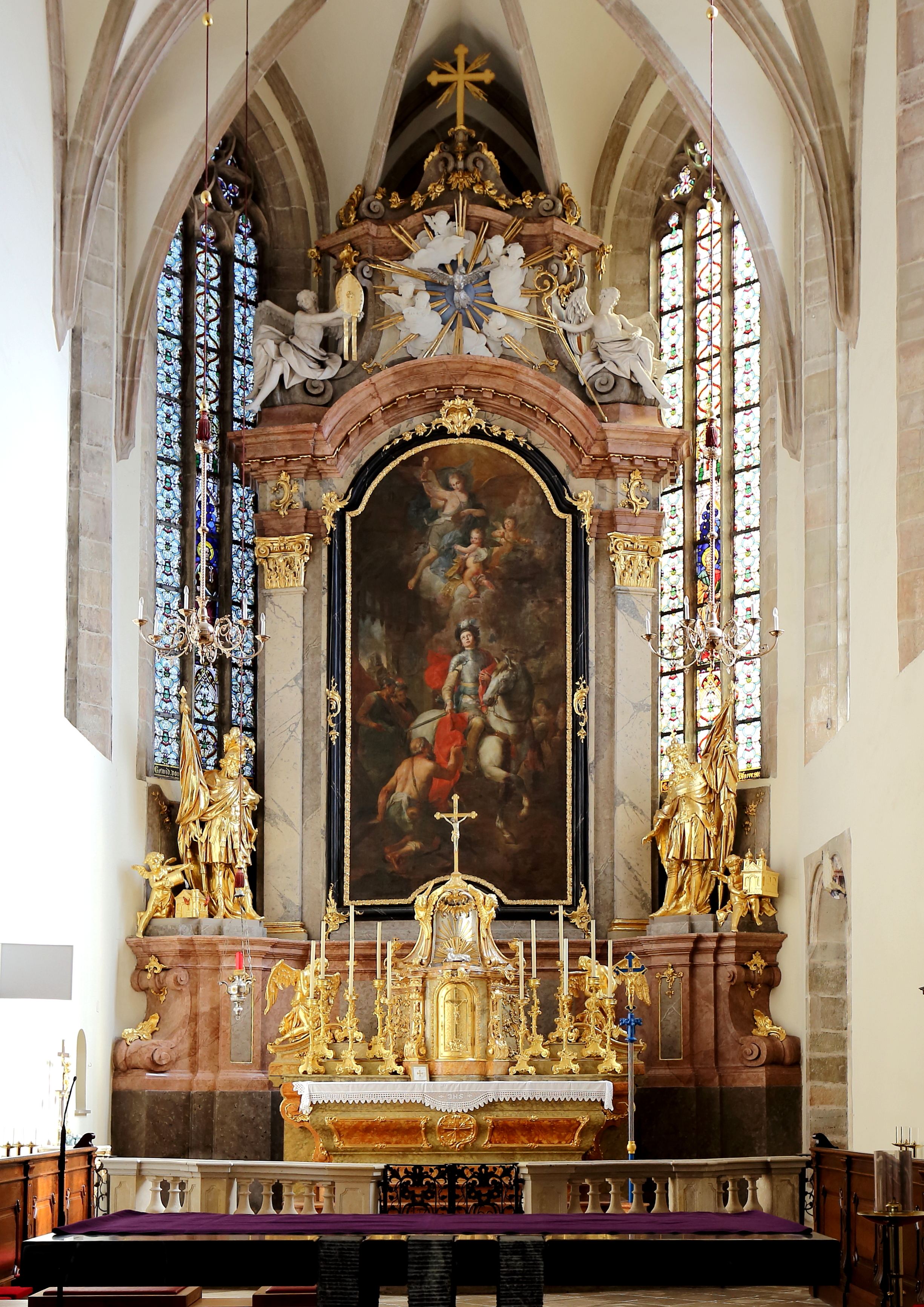
Hochaltar aus dem Jahr 1761/62

Der Hochaltar stammt aus den Jahren 1761 und 1762. Er ist eine monumentale, pilastergegliederte Bildrahmenretabel auf einem hohen, volutenflankierten Sockel. Das Altarbild von Johann Panter zeigt die „Mantelspende des heiligen Martin“. Es wurde um 1760 geschaffen und 1846 renoviert. Am kartuschenförmigen Volutenauszug sind Engelsfiguren mit Attributen des heiligen Martin von Tours. Seitlich des Altarbildes sind Figuren der Heiligen Florian und Leopold. Der Altartisch ist als Sarkophagaltar mit monumentalem, reich gegliedertem Rokoko-Tabernakel ausgeführt. Die vier Konsolstatuen im Chor wurden 1895 geweiht. Sie stellen den heiligen Josef, den heiligen Jakobus, den heiligen Antonius sowie die heilige Anna dar.
Im südlichen Seitenschiff steht der Barbara-Altar von 1769. Der Altar ist eine pilastergegliederte Wandretabel mit Altarblatt, das die heilige Barbara darstellt. Es wurde von Martin Johann Schmidt („Kremser Schmidt“) gemalt und 1859 durch Bilder der Heiligen Karl Borromäus, Aloisius, Stanislaus, Michael und Josef ergänzt.
Im nördlichen Seitenschiff befindet sich der Kongregationsaltar, der ehemalige Frauenaltar. Er wurde 1926 geschaffen und auf ihm zeigt eine Figur der Maria Immaculata.
Die Kanzel aus dem dritten Viertel des 18. Jahrhunderts ist reich dekoriert. Auf dem Korb ist ein Relief angebracht, das „Christus und die Samariterin“ darstellt. Auf dem Schalldeckel erkennt man Puttenfiguren mit den Symbol der Göttlichen Tugenden. Gegenüber der Kanzel ist eine Kreuzigungsgruppe aus dem dritten Viertel des 18. Jahrhunderts. Diese steht unter einem Baldachin und hat eine Rahmung, die mit dem der Kanzel vergleichbar ist.
Im Turmerdgeschoß ist ein barockes Kruzifix von 1733. Die 14 Kreuzwegbilder malte Alois Nigg im Jahr 1840. Auf der Kopie eines Votivbildes von 1684 sieht man eine alte Ansicht von Pillichsdorf. Das Taufbecken wurde 1649 aus rotem Marmor geschaffen und in den Jahren 1933 und 1934 sowie 1967 renoviert. In der Sakristei befindet sich ein Weihwasserbecken aus Marmor aus dem 17. Jahrhundert. Es steht in einer Segmentbogennische mit flankierenden Halbsäulen. Das geschnitzte Chorgestühl stammt aus der zweiten Hälfte des 18. Jahrhunderts. Das Kommuniongitter von 1760 ist aus Schmiedeeisen, das in eine Steinbalustrade eingelassen ist. Das Ewige Licht wurde Anfang des 19. Jahrhunderts geschaffen. An der Triumphbogenwand stehen zwei Epitaphe aus rotem Marmor. Der linke mit Wappen und Insignien des Verstorbenen, wurde für Graf Johann Joachim Ignaz von Aham geschaffen und stammt aus dem Jahr 1702. Der rechte für Graf Johannes Antonius von Herberstein aus dem Jahr 1701 zeigt das Wappen der Herbersteiner und einen geflügelten Todesgenius aus polychromiertem Stuck.

## Orgel

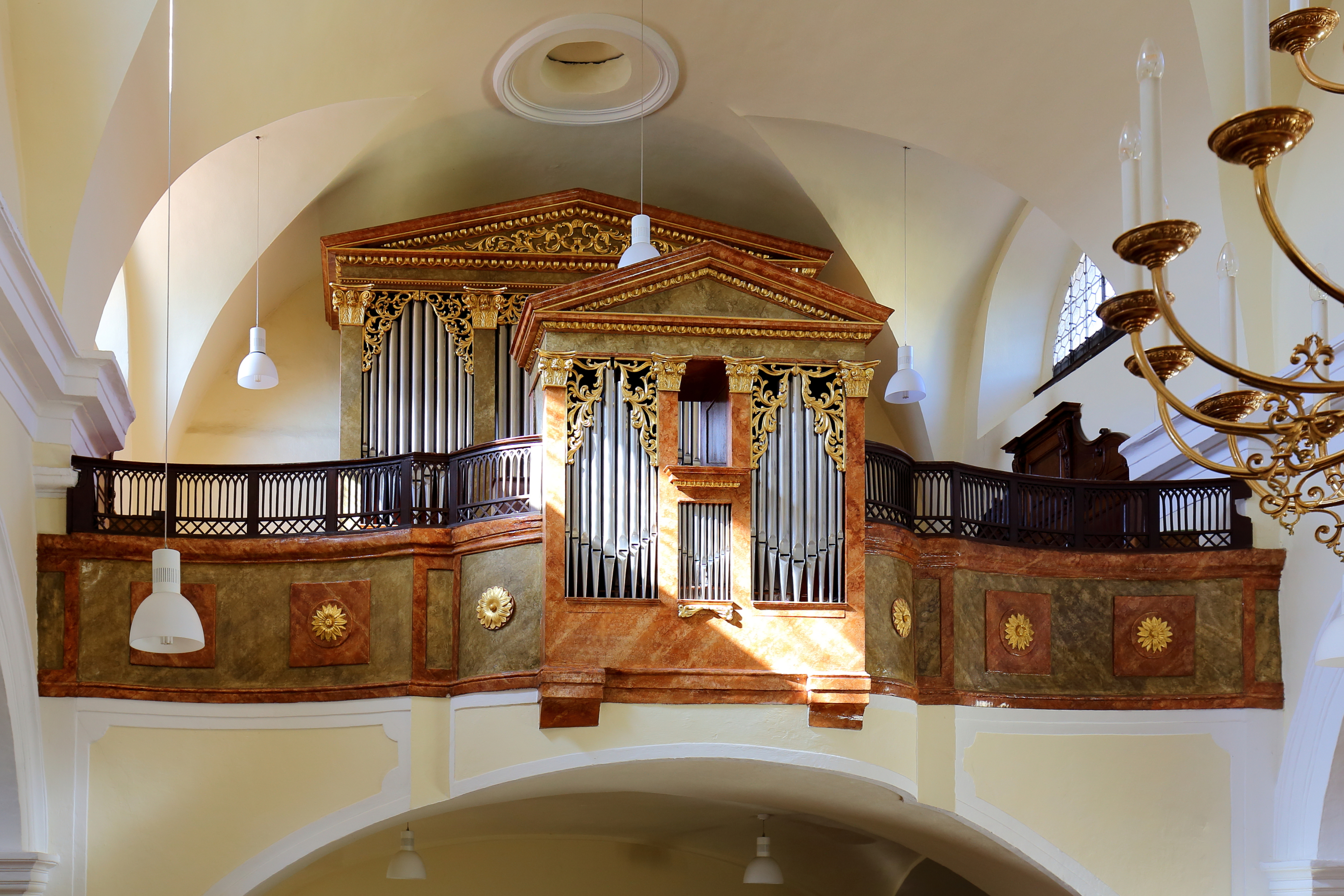
Die Loyp-Orgel aus dem Jahr 1847

Die Orgel aus dem Jahr 1847 stammt von Josef Loyp. Das Gehäuse sowie das Brüstungspositiv wurden in klassizistischen Formen errichtet. Die Orgel mit Schleifladensystem, mechanischer Spiel- und Registertraktur hat 16 Register und zwei Manuale sowie Pedal und über 900 Pfeifen. Sie wurde im Jahr 1973 von Philipp Eppel umgebaut und 2008 von Orgelbau M. Walcker-Mayer in Guntramsdorf renoviert.

## Glocke
Die älteste Glocke ist das Zügenglöckchen (Totenglocke). Es wurde 1715 von Johann Baptist Dival gegossen.

## Trivia
Turmmuseum Pillichsdorf
Das Turmmuseum ist ein kleines Museum im 500 Jahre alten Kirchturm der Pfarrkirche St. Martin. Es wurde 1984 gegründet, seit 1987 umfasst es ein zweites Turmgeschoß. Über Wendeltreppen gelangt man hinauf in die beiden Räume, wo über 130 Exponate aus der Geschichte der Ortschaft zu besichtigen sind. (Geologie, Ur- und Frühgeschichte, Mittelalter, Neuzeit)